# Гринидж, Карл Баррингтон
 Карл Баррингтон Гринидж (англ. Carl Barrington Greenidge; род. 3 марта 1949, Нью-Амстердам, Ист-Бербис-Корентайн) — гайанский политический и государственный деятель. С мая 2015 по апрель 2019 года занимал должность министра иностранных дел и одного из вице-президентов в правительстве Дэвида Грейнджера. Член партии Народный национальный конгресс.

## Биография
Родился в Нью-Амстердаме. Имеет степень бакалавра экономики Эксетерского университета, а также степень магистра экономики Лондонского университета. С 1983 по 1992 год занимал должность министра финансов в правительстве Форбса Бёрнхема.
В мае 2015 года был назначен министром иностранных дел и одним из вице-президентов в правительстве Дэвида Грейнджера. Во время своего пребывания в должности занимался разрешением пограничного спора с Венесуэлой в Международном суде. В 2019 году был вынужден уйти в отставку, когда Карибский суд постановил, что люди с двойным гражданством не имеют права быть членами Национальной ассамблеи. Карл Гринидж, имевший британское гражданство, был заменён на Карен Каммингс. Ставший министром иностранных дел в 2020 году Хью Тодд оставил Карла Гриниджа в команде по пограничному спору, до тех пор пока вопрос не будет урегулирован.